# 阿茲特克電視台
阿茲特克電視台（西班牙語：TV Azteca; Televisión Azteca）是一个墨西哥的大众媒体公司 萨利纳斯集团拥有 ，它是墨西哥第二大大眾傳播媒體公司，僅次於特萊維薩。“阿茲特克電視台”这个名称指的是阿兹台克人，这是一个古老的文明和帝国，在西班牙征服之前于 1325 年至 1520 年间统治着墨西哥山谷，阿茲特克 在墨西哥境内拥有 300个地面数字电视分台。 他们拥有电视频道 阿兹台克乌诺、阿茲特克 7、ADN 40 和 更多（电视频道） ，阿茲特克的电视节目也在美国的西班牙语电视网阿兹台克美洲（Azteca América）播出。

## 历史
1968年9月1 日，XHDF-TDT 电视台XHDF-TDT成立并开始播放当时在墨西哥举办的 1968 年奥运会，1973 年政府收购了该电视台，1976 年他们创建了 墨西哥农村电视台（西班牙语：Televisión Rural Mexicana），1981 年该组织被 墨西哥共和国电视台（西班牙语：Televisión de la República Mexicana）取代，1983 年由墨西哥电视研究所接替，该研究所运营 XHDF-TDT、XHIMT-TDT 和 XEIMT-TDT。
1990年，墨西哥总统 卡洛斯·萨利纳斯·德·戈塔里 决定将研究所和其他半国营组织私有化以公开出售。1993 年，埃莱克特拉集团 执行董事 里卡多·薩利納斯·皮烈哥 收购了墨西哥电视研究所、美国研究 和一家电视台运营商。剧院创建 Televisión Azteca, S.A. de C.V. 发起与当时墨西哥唯一的电视公司 特莱维萨 的竞争。
自 2015年7月31 日起，公司名称变更，“阿兹特克” 的名称返回 “阿茲特克電視台”。

## 頻道
- 阿兹台克乌诺（Azteca Uno）
- 阿兹台克 7（Azteca 7）
- 更多（a más+）
- ADN 40（西班牙语：ADN 40）

### 有线电视
- Azteca Uno -1 hora
- Azteca Uno -2 horas
- Azteca Uno HD
- Azteca 7 HD
- A Más HD
- Cinema
- Corazón
- Mundo
- Clic!
- Az Noticias
- Romanza+África (非洲) 与 Grupo Cisneros 和 AfricaXP 合作

## 子公司
- Azteca Estudios
- Azteca Internet
- Azteca Cine
- Azteca Teatro
- Azteca Music
- Centro de Estudios y Formación Actoral (CEFAT)
- TV Azteca Internacional TV de Paga
- TV Azteca Networks
- America Networks
- Azteca Deportes
- Fuerza Informativa Azteca (FIA)
- Azteca Noticias
- Azteca Espectáculos
- TV Azteca Guate (危地马拉)
- Azteca Honduras (洪都拉斯)
- Club Mazatlán
- Club Atlas
- Club Puebla
- Arena Monterrey
- Arena Ciudad de México

## 外部連結
- TV Azteca官方网页 （页面存档备份，存于） （西班牙语）